# Elachista laetella
Elachista laetella is een vlinder uit de familie grasmineermotten (Elachistidae). De wetenschappelijke naam is voor het eerst geldig gepubliceerd in 1930 door Rebel.
De soort komt voor in Europa.